# Hands (album de Dave Holland)
Pour les articles homonymes, voir Hands.
Albums de Dave Holland, Pepe Habichuela
Pathways
(2010)
Hands est un album sorti le 5 octobre 2010 qui consiste en une collaboration entre le bassiste de jazz Dave Holland et le guitariste de flamenco Pepe Habichuela. Huit des dix morceaux de cet album ont été écrits par Pepe Habichuela, reposant sur les formes traditionnelles du flamenco : rumba, buleria, etc. "The Whirling Dervish" et "Joyride" ont été écrits par Dave Holland dans un style plus proche du jazz.

## Musiciens
- Dave Holland : basse
- Pepe Habichuela : guitare
- Josemi Carmona : guitare
- Carlis Carmona : guitare
- Israel Porrina : percussions, palmas, cajón
- Juan Carmona : percussions, palmas, cajón

## Titres
- Hands - 5:58
- Subi la Cuesta - 5:00
- Camaron] - 5:42
- The Whirling Dervish - 7:32
- Yesqueros - 3:22
- El Ritmo Me Lleva - 5:52
- Bailaor - 9:01
- Joyride - 5:30
- Puente Quebrao - 5:37
- My Friend Dave - 3:03